# Patricia Teherán
Patricia Teherán Romero (Cartagena, Bolívar, 10 de junio de 1969- Loma de Arena, Santa Catalina, Bolívar, 19 de enero de 1995) fue una cantante y compositora colombiana considerada la voz femenina más importante de la historia del vallenato.

## Carrera artística
En 1988 es descubierta por Graciela Ceballos, quien la invita a formar parte de un nuevo proyecto musical conformado únicamente por mujeres y que pasó a denominarse Las Musas del Vallenato, con el que grabó tres LP. El último trabajo, llamado Explosivas Y Sexys, marcó el fin de su estancia al lado de Las Musas y el inicio de un nuevo proyecto que se llamó "Las Diosas del Vallenato".
Patricia Teherán compone su primera canción titulada "Dueño De Mi Pasión" para el álbum Con Aroma De Mujer.
La artista se trasladaba en su automóvil de Barranquilla a Cartagena después de firmar la participación de Las Diosas del Vallenato en el carnaval de Barranquilla, cuando a las 4:30 p.m., en el sitio conocido como Loma de Arena uno de los neumáticos estalló y el vehículo que avanzaba a alta velocidad perdió el control volcándose aparatosamente.
Tras su muerte, el vallenato femenino prácticamente desapareció de las emisoras y no surgieron otras agrupaciones de mujeres que generaran impacto en el medio. Sus restos fueron sepultados en el Cementerio Jardines de Cartagena.

## Discografía

### Con Las Musas Del Vallenato
Con Alma De Mujer (1990)
- 01 - Embriagada De Ilusiones[11] (Julio Cesar Amador Ariza)
- 02 - Seña Rara (Sergio Castro).
- 03 - Sueños Fallidos (Jorge Hasbún).
- 04 - Mentira (Alberto Urrego).
- 05 - Alma De Mujer (Julia Regina Puello).
- 06 - El Invierno Y Tú (Pedro Pérez).
- 07 - No Dejes (Joaquín Torres).
- 08 - Acabaron Lo Nuestro (Pedro Pablo Peña).
- 09 - Defendamos Nuestro Amor (Víctor Méndez).
- 10 - Contigo Y Sin Ti (Ever Sierra).

Publicado el 10 de junio de 1990
Guerreras del Amor (1991)
- 01 - No Vale La Pena Sentir (José Alfonso "Chiche" Maestre).
- 02 - Muchas Gracias, Cartagena (Romualdo Brito).
- 03 - Por Qué, Mi Amor (Miguel Morales). (A duo con Miguel Morales)
- 04 - Todo Pasa (Rosendo Romero).
- 05 - Castillo De Flores (Otto Medina).
- 06 - Me Dejaste Sin Nada (Omar Geles).
- 07 - La Guerrera Del Amor (Romualdo Brito).
- 08 - Triste Y Sola (Sergio Amarís).
- 09 - Aclárame Ya (Osman Maestre).
- 10 - Lejos De Ti (Miguel Anillo).

Publicado el 11 de marzo de 1991
Explosivas y Sexys (1993)
- 01 - Qué Desastre (Rafael Escobar).
- 02 - Otro En Tu Lugar (Jorge Valbuena).
- 03 - A Mi Gente Canto (Romualdo Brito).
- 04 - Tú Dónde Estás (Rafael Brito).
- 05 - Siempre Cerca (Miguel Cujia).
- 06 - Me Acostumbré A Tus Besos (Omar Geles).
- 07 - El Viento En Tus Alas (Efrén Calderón).
- 08 - Más Vale Ser Amigos (Miguel Morales).
- 09 - El Amor Que Soñé (Luis Egurrola).
- 10 - Bendita Inocencia (Ricardo Paut).

Publicado el 16 de febrero de 1993

### Con Las Diosas Del Vallenato
Con Aroma De Mujer (1994)
- 01. Tarde Lo Conocí (Omar Geles)
- 02. Amor De Papel (Romualdo Brito)
- 03. Eres Todo De Mí (Jorge Valbuena)
- 04. Enamórate De Mí (Gabriel Hinestroza)
- 05. Acaso No Me Crees (Aurelio Núñez)
- 06. Todo Daría Por Ti (Jorge Celedón)
- 07. Siempre Conmigo (Franklin Moya)
- 08. Volví A Fallar (Fabián Corrales)
- 09. Dueño De Mi Pasión (Patricia Teherán)
- 10. Endúlzame La Vida (Iván Ovalle)

Publicado el 8 de abril de 1994
Adiós a la Diosa (1995) Álbum Póstumo
- 01.Todo Daría Por Ti (Jorge Celedón)
- 02.Cambiaré (Omar Geles)
- 03.Voy A Esperarte (Rafael Brito)
- 04.Me Dejaste Sin Nada (Omar Geles)
- 05.Acaso No Me Crees (Aurelio Núñez)
- 06.Así Lo Quisiste (Luis Duyoner)
- 07.Tarde Lo Conocí (Omar Geles)
- 08.Que Desastre (Rafael Escobar)
- 09.Vete Y No Vuelvas (Guadis Carrasco)
- 10.Amor De Papel (Romualdo Brito)
- 11.Donde Estarás Sin Mí (Graciela Ceballos)
- 12.Volví A Fallar (Fabián Corrales)

Publicado el 27 de enero de 1995

## Vida personal
Su padre murió un par de años después de su muerte que aconteció en 1995 y su madre falleció en 1996. La cantante tuvo un hijo, Yuri Alexander Teherán Romero, DJ y conocido en el medio artístico como Alex Teherán Romero.
Su padre estuvo preso por mucho tiempo.

### Rodrigo Castillo
Rodrigo Castillo (Ricardo Cabello en la novela), padre de Yuri Alexander, el único hijo de Patricia, falleció apenas un año después de la muerte de la cantante. Fue asesinado en noviembre de 1996 en Medellín. 
De acuerdo a Salud Hernández, en su blog para el periódico El Tiempo relata que Castillo “llorado narco de San Bernardo del Viento (Córdoba)”, lejos de ser recordado como un mafioso, se le recuerda como un carismático hombre dispuesto a ayudar siempre al más necesitado. Se le quería tanto por su humildad y sencillez que incluso bautizaron a un barrio cerca al río Sinú con su nombre, puesto que fue construido con terrenos que él mismo le regaló a la gente. 
Patricia Teherán no fue indiferente ante la gentileza de Castillo, en la mayoría de sus conciertos lo nombraba en la introducción de sus canciones con la frase “Rodrigo Castillo, amigo de verdad, verdad”, incluso está en su gran éxito ‘Tarde lo conocí’. Sin embargo, el fallecido mafioso aunque es el padre del hijo de la intérprete de ‘Todo daría por ti’, no fue más que una sombra en su vida, pues la cartagenera decidió construir una relación con Víctor Sierra (Héctor Méndez en la novela). 
El constante acecho de Castillo sobre Patricia iba deteriorando poco a poco la relación entre Patricia y Víctor, hasta el punto que éste la culpaba por la situación. Una de las mayores peleas la tuvieron, según Pertuz en la noche del 18 de enero de 1995. Ambos estaban decididos a terminarlo todo. Sin embargo, Pertuz sirvió de mediador entre ambos, y al tomarse unos tragos con Víctor logró hacerlo entrar en razón y que continuara con su relación con Patricia. 
Sin embargo, al día siguiente, el jueves 19 de enero de ese mismo año el automóvil en el que viajaban Patricia, Víctor, Guillermo y Tayron Del Cristo se accidentó, causando la muerte de la cantante y su pareja.
Por otro lado, un año después, la gentileza y derroche de Rodrigo Castillo llamaron la atención de las autoridades, quienes empezaron a preguntarse de dónde salía su fortuna. 
Con 36 años fue asesinado en Medellín y enterrado en el mismo lugar por decisión de su esposa.

## Homenaje
En 2017, el Canal Caracol escogió a la artista María Elisa Camargo para que diera vida a la fallecida cantante del vallenato en la telenovela Tarde lo conocí.
CMO producciones fue la encargada de producir esta novela. Mimi Anaya (hermana del acordeonero Alvin Anaya de Los Gigantes del Vallenato) es la acordeonera que acompaña a María Elisa en la historia.12